# Frédéric de Courcy
Frédéric Charlot de Courcy, noto come Frédéric de Courcy o Frédéric (Parigi, 16 agosto 1796 – Parigi, 6 maggio 1862), è stato un drammaturgo, librettista e cantautore francese.

## Biografia
Figlio di Augustin Charlot de Courcy e di Adélaïde Vallet, è stato attivo nei teatri parigini a fianco di molti autori del suo tempo, quali: Pierre Carmouche, Armand d'Artois, Francis baron d'Allarde, Emmanuel Théaulon, Antoine Simonnin (ecc.). Ha fatto parte della società artistico-letteraria Soupers de Momus, fondata da Pierre-Joseph Charrin nel 1813.
Uno dei suoi due figli, Alexandre-Frédéric, è conosciuto come illustratore.

## Opere

### Teatro
- 1817: L'Heureuse Moisson, ou le Spéculateur in défaut, vaudeville in 1 atto, con Jean-Toussaint Merle e Pierre Carmouche;
- 1820: La Cloyère d'huitres, ou les Deux Briquebec, commedia-vaudeville in 1 atto con Carmouche e Merle;
- 1820: La Petite Corisandre, vaudeville in 1 atto, con Henri Dupin e Carmouche;
- 1822: Le Coq de village, tableau-vaudeville di Charles-Simon Favart con arrangiamenti di Carmouche e de Courcy;
- 1822: La Réconciliation ou la Veille de la Saint-Louis, tableau-vaudeville in 1 atto con Carmouche e Ferdinand Laloue;
- 1822: Le duel par procuration, commedia in 1 atto con distici;
- 1823: Les Deux Aveugles, commedia in 1 atto, con Carmouche;
- 1823: L'Amour et l'appétit, commedia-vaudeville in 1 atto, con Jules-Henri Vernoy de Saint-Georges e Ida Saint-Elme;
- 1824: Les Quinze, ou les Déménagements, commedia-vaudeville in 1 atto, con Francis baron d'Allarde e Ferdinand Langlé;
- 1825: In vino veritas, commedia-vaudeville in 1 atto, con Saint-Ange Martin e Carmouche;
- 1826: La Fée du voisinage ou la Fête au hameau, vaudeville in 1 atto con Emmanuel Théaulon e Pierre-Joseph Rousseau;[1]
- 1826: La Salle des pas perdus, tableau in 1 atto e in vaudeville, con Langlé e Francis d'Allarde;
- 1826: Le vieillard de Viroflay, tableau in 1 atto e in vaudevilles. con S...
- 1826: Le roman par lettres ou, Le chapitre XVIII, commedia-vaudeville in 1 atto;
- 1827: L'Écrivain public, commedia-vaudeville in 1 atto, con Antoine Simonnin e Théaulon;[2]
- 1828: Les Omnibus, ou la Revue en voiture, vaudeville in 4 quadri, con Charles Dupeuty e Espérance Hippolyte Lassagne;
- 1829; La revue de Paris, scene episodiche in versi, con Dupeuty e Michel-Nicolas Balisson de Rougemont;
- 1830: Tristine ou Chaillot, Surêne et Charenton, trilogia con Carmouche e Dupeuty;
- 1832: Le Courrier de la malle, ou M. Prudhomme in voyage, commedia in 3 atti e in 5 quadri, con Dupeuty e de Rougemont;
- 1832: Franklin à Passy ou le Bonhomme Richard, vaudeville aneddotico in 1 atto, con Francis Cornu;
- 1832: La Métempsycose, bêtise in 1 atto mista a distici, con Ernest Jaime;
- 1833: Le Gentilhomme, vaudeville in 1 atto, con Dupeuty;
- 1834: 1834 et 1835, ou le Déménagement de l'année, revue in episodi in 1 atto, con Théaulon e Théodore Nézel;
- 1835: Les Infortunes de Jovial, huissier chansonnier, in 3 atti e 6 quadri, con Théaulon;
- 1835: Anacharsis ou Ma tante Rose, commedia-vaudeville in 1 atto, con Théaulon e Nicolas Brazier;
- 1836: Les Chansons de Desaugiers, commedia in 5 atti, con Théaulon;
- 1836: L'Homme à femmes, commedia-vaudeville in 5 atti, con Dupeuty;
- 1836: Venise au sixième étage ou la Manie des bals masqués, vaudeville in 1 atto, con Ferdinand Langlé e Théaulon;
- 1836: Les chansons de Désaugiers, commedia in 5 atti con distici, con René de Chazet e Théaulon;[3]
- 1837: Crouton, chef d'école, ou le Peintre véritablement artiste, tableau in 1 atto, con Théaulon e Gabriel de Lurieu;
- 1837:  Pretty, ou Seule au monde!', Commedia in 1 atto, con Théodore Muret;
- 1838: Le Médecin de campagne, comédie-vaudeville in 2 atti, con Théodore Muret e Théaulon;[4]
- 1838: Anacréon, ou Enfant chéri des dames, commedia in 1 atto con Dupeuty;
- 1839: L'Ange dans le monde et le diable à la maison, commedia in 3 atti, con Dupeuty;
- 1839: Mignonne, ou Une aventure de Bassompierre, commedia in 2 atti, con Dupeuty;
- 1839: L'Uniforme du grenadier, tableau militare in 1 atto, con Laloue;
- 1840: Bonaventure, con Dupeuty;
- 1840: Le grand duc, con Dupeuty;
- 1841: La maîtresse de poste, commedia in 1 atto, con Dupeuty;
- 1841: Une vocation, commedia in 2 atti, con Théodore Muret;
- 1842: Les Philanthropes, commedia in 3 atti, in versi, con Théodore Muret;
- 1842: Les philantropes, commedia in 3 atti, in versi;
- 1844: Une séparation ou, Le divorce dans la loge, vaudeville in un atto;
- 1849: L'hurluberlu, commedia in 1 atto, con Dupeuty;
- 1849: L'hurluberlu, commedia in 1 atto con distici;
- 1851: Le Vol à la roulade, commedia in 2 atti, con Mélesville;
- 1860: Le Voyage à Vienne, vaudeville in 1 atto;

Raccolte
- 1824: Chansons pour la S. Louis, testi di Édouard Revenaz, Brazier, de Courcy e Michel-Joseph Gentil de Chavagnac;[5]

### Libretti
- 1824: Ourika ou l'Orpheline africaine, dramma in 1 atto e in prosa, testo di de Courcy e Merle, musica di Charles-Guillaume Alexandre;
- 1830: N, I, Ni, ou le Danger des Castilles, con Charles Dupeuty, Carmouche, Victor Hugo, musica di Alexandre Piccinni;[6]
- 1831: Le Morceau d'ensemble, opéra-comique in un atto, libretto di Carmouche e de Courcy, musica di Adolphe-Charles Adam;
- 1839: La chaste Suzanne, opera in 4 atti, libretto di Carmouche e Frédéric de Courcy, musica di Hippolyte Monpou;